# Joseph Noiret
Joseph Noiret (* 28. Februar 1927 in Brüssel; † 17. Januar 2012 ebenda) war ein belgischer Maler, Autor, Poet und Gründungsmitglied der Künstlergruppe CoBrA.

## Leben und Werk
Von 1944 bis 1949 studierte Noiret Literatur und Philosophie in Brüssel. Er schrieb Gedichte und malte. 1948 war er mit Christian Dotremont eines der Gründungsmitglieder von CoBrA. Die Zeitschrift Phantomas wurde 1953 von Noiret, Théodore Kœnig (1922–1997) und Marcel Havrenne (1912–1957) gegründet. 1960 wurde seine Tochter Michèle Noiret geboren. Von 1980 bis 1992 leitete Joseph Noiret die L'École nationale supérieure des arts visuels (ENSAV) de La Cambre in Brüssel.

## Gedichte
- L'Aventure dévorante (illustriert von Pol Bury, 1950)
- Histoires naturelles de la Crevêche (illustriert von Mogens Balle)
- L'Œil, l'oreille et le lieu (1974)
- L'Espace oblique (illustriert von Gottfried Wiegand, 1986)
- La Mire du temps (illustriert von Serge Vandercam)
- La Conversation de Bierges avec Serge Vandercam (1992)
- À l'improviste (2001)[3]